# Šútovce
Šútovce (do roku 2001 Šutovce) jsou obec na Slovensku v okrese Prievidza v Trenčínském kraji ležící na jihovýchodním úpatí Strážovských vrchů.
První písemná zmínka o obci je z roku 1315. V obci je moderní římskokatolický kostel Dobrého pastýře, kaple Neposkvrněného srdce Panny Marie z roku 1908 (Dolné Šútovce), kaple Panny Marie z roku 1920 (Horné Šútovce) a kaple Sedmibolestné Panny Marie z 19. století.